# Сплав Філда
Сплав Філда, також відомий як метал Філда — легкоплавкий сплав із температурою плавлення близько 62 °C (144 °F). Названо на честь винахідника, Саймона Квеллена Філда. Евтектичний сплав бісмуту, індію та олова з таким масовим складом: 32,5 % Bi, 51 % In, 16,5 % Sn.
Після приготування сплав Філда можна розплавити в гарячій воді. Сплав Філда дорогий, оскільки дорогий його основний компонент — індій (приблизно вдвічі дорожчий за срібло). Оскільки сплав не містить ні свинцю, ні кадмію, він набагато менш токсичний, ніж сплав Вуда. Його можна використовувати для лиття під тиском малих серій та швидкого прототипування.
Цей сплав досліджувано як можливий рідкометалевий теплоносій у передових конструкціях ядерних енергетичних систем. Сплав Філда також цікавить дослідників нанотехнологій.
Хоча його використання набагато менш небезпечне, ніж інших поширених розплавлених металів, таких як свинець або алюміній, контакт із металом Філда в рідкому стані може спричинити опіки третього ступеня. Індій також пов'язують із ураженням легень у працівників, які працюють із ним.

## Подібні сплави
| Сплав             | Температура плавлення                | Евтектичний? | Бісмут % | Свинець % | Олово %  | Індій % | Кадмій % | Талій % | Галій % | Стибій % |
| ----------------- | ------------------------------------ | ------------ | -------- | --------- | -------- | ------- | -------- | ------- | ------- | -------- |
| Сплав Розе        | 98 °C (208 °F)                       | Ні           | 50       | 25        | 25       | Н/Д     | Н/Д      | Н/Д     | Н/Д     | Н/Д      |
| Сплав Ньютона     | 97 °C (207 °F)                       |              | 50       | 31,2      | 18,8     | Н/Д     | Н/Д      | Н/Д     | Н/Д     | Н/Д      |
| Сплав Ліхтенберга | 91,6 °C (197 °F) або 100 °C (212 °F) |              | 50       | 30        | 20       | Н/Д     | Н/Д      | Н/Д     | Н/Д     | Н/Д      |
| Cerrosafe         | 74 °C (165 °F)                       | Ні           | 42,5     | 37,7      | 11,3     | Н/Д     | 8,5      | Н/Д     | Н/Д     | Н/Д      |
| Сплав Ліповиця    | 70 °C (158 °F)—74 °C (165 °F)        |              | 50       | 27        | 13       | Н/Д     | 10       | Н/Д     | Н/Д     | Н/Д      |
| Сплав Вуда        | 70 °C (158 °F)                       | Так          | 50       | 26,7      | 13,3     | Н/Д     | 10       | Н/Д     | Н/Д     | Н/Д      |
| Сплав Філда       | 62 °C (144 °F)                       | Так          | 32,5     | Н/Д       | 16,5     | 51      | Н/Д      | Н/Д     | Н/Д     | Н/Д      |
| Cerrolow 136      | 58 °C (136 °F)                       | Так          | 49       | 18        | 12       | 21      | Н/Д      | Н/Д     | Н/Д     | Н/Д      |
| Cerrolow 117      | 47,2 °C (117 °F)                     | Так          | 44,7     | 22,6      | 8,3      | 19,1    | 5,3      | Н/Д     | Н/Д     | Н/Д      |
| Bi-Pb-Sn-Cd-In-Tl | 41,5 °C (107 °F)                     | Так          | 40,3     | 22,2      | 10,7     | 17,7    | 8,1      | 1,1     | Н/Д     | Н/Д      |
| Галінстан         | −19 °C (−2 °F)                       | Ні           | <1,5     | Н/Д       | 9,5–10,5 | 21–22   | Н/Д      | Н/Д     | 68–69   | <1,5     |